# Ruth Kadiri
Ruth Kadiri (Ciudad de Benín, 24 de marzo de 1988) es una actriz, productora de cine y guionista nigeriana.

## Biografía
Ruth Kadiri nació en la Ciudad de Benín, Estado de Edo. Estudió comunicación en la Universidad de Lagos y administración de negocios en el Colegio Tecnológico de Yaba.
Inició su recorrido en el ambiente de Nollywood con una aparición en la película Boys Cot y desde entonces ha aparecido en más de cincuenta producciones cinematográficas. Como guionista ha trabajado en películas como Matters Arising, Heart of a Fighter, Ladies Men, Sincerity, First Class y Over the Edge. Se desempeñó como productora en los filmes Matters Arising, Over the Edge, Somebody Lied y Memory Lane.

## Filmografía destacada
- In Your Arms (2017)
- Black Bride (2017)
- We Cheats More (2017)
- WET by Ruth Kadiri (2018)
- Tripod by Ruth Kadiri (2018)
- Black Men Rock (2018)
- Love is Beautiful (2019)
- The Dumb Wife (2020)
- Too Old for Love (2020)
- Tears of Rejected Seed (2020)